# 이행세포암종
이행세포암종(Transitional cell carcinoma)은 일반적으로 비뇨계에서 발생하는 암의 일종이다. 가장 흔한 유형의 방광암이자 요관암, 요도암, 요막암이다. 방광의 요로상피암종의 증상에는 혈뇨(소변에 혈액이 섞여 나오는 현상)가 포함된다. 진단에는 소변 분석과 요로 영상(방광경검사)이 포함된다. 이행세포암종은 중공 기관의 내부 표면을 감싸는 조직인 이행상피에서 발생한다. "요로상피"라는 용어가 사용되는 경우 이는 특히 요로상피의 암종을 의미하며, 이는 비뇨기계의 이행세포암종을 의미한다.
이는 방광암 사례의 95%를 차지하며 방광암은 세계에서 가장 흔한 악성 종양 상위 10위에 속하며 미국에서 연간 약 200,000명의 사망과 관련이 있다. 이는 두 번째로 흔한 유형의 신장암이지만 전체 원발성 신장 악성 종양의 5~10%만을 차지한다. 남성과 노년층의 요로상피암 발병률이 더 높다. 다른 위험 요인으로는 흡연과 방향족 아민 노출이 있다.
치료 방법은 종양의 단계와 확산 정도에 따라 다르다. 종양 제거(절제), 화학요법 및 화학방사선요법이 필요할 수 있다. 면역관문억제제를 이용한 면역요법도 제안될 수 있다.

## 같이 보기
- 개와 고양이의 방광암